# Josserand III Gros de Brancion
Josserand III Gros de Brancion, (avant 1144 - avant 1198), seigneur d'Uxelles et de Brancion.

## Biographie
Il est le fils de Josserand II Gros de Brancion.
Prétendant avoir des droits sur les terres de Boyer et de La Rochette (commune de Saint-Maurice-des-Champs), qui relevaient du chapitre de Chalon, l'évêque de Chalon Pierre Ier saisit le roi Louis VII de France qui donnait raison aux religieux, Josserand refusait de se soumettre à ce jugement et déclarait qu'étant indépendant il ne pouvait pas être jugé par d'autres.

## Mariage et succession
Il épouse avant 1162 Alix, dame de Mirebel (probablement Miribel en Dombes), fille de Guillaume III de Chalon, de qui il a :
- Henri II Gros de Brancion ;
- Bernard ;
- Élisabeth, elle épouse Josserand de Saules.